# Троїцько-Харцизька селищна рада
Троїцько-Харцизька се́лищна ра́да — орган місцевого самоврядування у складі Харцизької міської ради Донецької області. Адміністративний центр — селище міського типу Троїцько-Харцизьк.

## Загальні відомості
- Населення ради: 3545 осіб (станом на 2001 рік)

## Населені пункти
Селищній раді підпорядковані населені пункти:
- смт Троїцько-Харцизьк
- смт Благодатне
- смт Покровка
- смт Шахтне
- смт Широке
- с. Півче

## Склад ради
Рада складається з 20 депутатів та голови.
- Голова ради: Іващенко Валентина Григорвіна
- Секретар ради: Івашенко Ірина Василівна

### Керівний склад попередніх скликань
| ПІБ                           | Основні відомості                                                                      | Дата обрання | Дата звільнення |
| ----------------------------- | -------------------------------------------------------------------------------------- | ------------ | --------------- |
| Іващенко Валентина Григорівна | Селищний голова, 1961 року народження, освіта середня спеціальна, позапартійна         | 26.03.2006   | 31.10.2010      |
| Іващенко Валентина Григорівна | Селищний голова, 1960 року народження, освіта середня спеціальна, член Партії регіонів | 31.10.2010   |                 |

Примітка: таблиця складена за даними джерела

### Депутати
За результатами місцевих виборів 2010 року депутатами ради стали:

#### За суб'єктами висування
| Суб'єкт висування                 | Кількість обраних депутатів | %  |
| --------------------------------- | --------------------------- | -- |
| Партія регіонів                   | 16                          | 80 |
| Самовисування                     | 3                           | 15 |
| Політична партія «Сильна Україна» | 1                           | 5  |

#### За округами
| № округу                          | Прізвище, ім'я, по батькові    | Дата визнання обраним | Освіта         | Партійна приналежність                  | Відомості про обраного депутата                                                           |
| --------------------------------- | ------------------------------ | --------------------- | -------------- | --------------------------------------- | ----------------------------------------------------------------------------------------- |
| Партія регіонів                   |                                |                       |                |                                         |                                                                                           |
| 2                                 | Бабенко Світлана Анатоліївна   | 05.11.2010            | Освіта вища    | член Партії регіонів                    | Виконавчий комітет Троїцько-Харцизької селищної ради, спеціаліст 2 категорії              |
| 3                                 | Шалигіна Людмила Йосипівна     | 05.11.2010            | Освіта середня | член Партії регіонів                    | Зуївська ТЕС ТОВ « СхідЕнерго», лаборант                                                  |
| 5                                 | Трегуб Світлана Валентинівна   | 05.11.2010            | Освіта вища    | член Партії регіонів                    | Донецька виконавча дирекція з ліквідації шахт, бухгалтер 1 категорії                      |
| 6                                 | Шевченко Лілія Анатоліївна     | 05.11.2010            | Освіта середня | член Партії регіонів                    | Зугреська міська лікарня № 2, медична сестра                                              |
| 7                                 | Іващенко Ірина Василівна       | 05.11.2010            | Освіта вища    | член Партії регіонів                    | Виконавчий комітет Троїцько-Харцизької селищної ради, секретар ради                       |
| 9                                 | Ракитова Ганна Миколаївна      | 05.11.2010            | Освіта вища    | член Партії регіонів                    | Виконавчий комітет Троїцько-Харцизької селищної ради, спеціаліст з бухгалтерського обліку |
| 10                                | Грибенникова Тетяна Олексіївна | 05.11.2010            | Освіта середня | член Партії регіонів                    | Професійно-технічне училище № 48 м. Зугрес, прибиральниця                                 |
| 12                                | Сьоміна Раїса Володимирівна    | 05.11.2010            | Освіта середня | позапартійна                            | тимчасово не працює                                                                       |
| 13                                | Тіц Олександр Анатолійович     | 05.11.2010            | Освіта середня | член Партії регіонів                    | ТОВ «Агротранс», водій                                                                    |
| 14                                | Дирявська Марина Вікторівна    | 05.11.2010            | Освіта середня | позапартійна                            | ВП шахта «Іловайська», машиніст прання білизни                                            |
| 15                                | Петрашкевич Микола Йосипович   | 05.11.2010            | Освіта вища    | член Партії регіонів                    | ВП шахта «Іловайська», механік забійного обладнання                                       |
| 16                                | Киселева Ганна Анатоліївна     | 05.11.2010            | Освіта вища    | член Партії регіонів                    | загальноосвітня школа № 18 смт Троїцько-Харцизьк, вчитель                                 |
| 17                                | Радченко Галина Андріївна      | 05.11.2010            | Освіта середня | позапартійна                            | пенсіонер                                                                                 |
| 18                                | Недай Валентина Миколаївна     | 05.11.2010            | Освіта середня | член Партії регіонів                    | ВП шахта «Іловайська», прибиральниця                                                      |
| 19                                | Бублік Микола Вікторович       | 05.11.2010            | Освіта середня | позапартійний                           | пенсіонер                                                                                 |
| 20                                | Ракитова Ніна Олексіївна       | 05.11.2010            | Освіта вища    | член Партії регіонів                    | приватний підприємець                                                                     |
| Політична партія «Сильна Україна» |                                |                       |                |                                         |                                                                                           |
| 11                                | Литвинов Володимир Миколайович | 05.11.2010            | Освіта вища    | член Політичної партії «Сильна Україна» | Приватне акціонерне товариство «Зуївський енергомеханічний завод», токар                  |
| Самовисування                     |                                |                       |                |                                         |                                                                                           |
| 1                                 | Нестеренко Сергій Олегович     | 05.11.2010            | Освіта вища    | член Партії регіонів                    | ТОВ «УКРНАВЕКС», генеральний директор                                                     |
| 4                                 | Ковальов Максим Миколайович    | 05.11.2010            | Освіта середня | позапартійний                           | ВП шахта «Іловайська», гірничий робітник                                                  |
| 8                                 | Ситнікова Ірина Вікторівна     | 05.11.2010            | Освіта середня | позапартійна                            | загальноосвітня школа № 18 смт Троїцько-Харцизьк, прибиральниця                           |